# Залізний орел 2
Залізний орел 2 (англ. Iron Eagle II) — американсько-канадський бойовик 1988 року.

## Сюжет
Якась близькосхідна держава загрожує Радянському Союзу і США міжконтинентальними балістичними ракетами з ядерними боєголовками. Для усунення небезпеки створена об'єднана радянсько-американська бойова група під командуванням полковника ВПС США Чарльза «Чаппі» Сінклера. Щоб вирішити поставлене завдання, загону необхідно подолати перешкоди з боку політиків, а також культурні та особистісні протиріччя в своїх рядах.

## У ролях
| Актор                | Роль                   |
| -------------------- | ---------------------- |
| Луїс Госсет молодший | Чарльз «Чаппі» Синклер |
| Марк Хамфрі          | капітан Метт Купер     |
| Стюарт Марголін      | генерал Стілмур        |
| Алан Скарф           | полковник Вардовські   |
| Шерон Брендон        | Валері Зуєнко          |
| Морі Чайкін          | сержант Доунс          |
| Колм Фіоре           | Юрій Лебанов           |
| Кларк Джонсон        | Грейвс                 |
| Джейсон Блікер       | Хикман                 |
| Джессі Коллінз       | майор Буш              |
| Марк Іванір          | Балйонев               |
| Урі Гавріел          | Георгій Кошкін         |
| Ніл Манро            | Едвард Стреппман       |
| Дуглас Шелдон        | Сергій Дмітрієв        |
| Азарія Рапапорт      | Степанов               |
| Ніколас Коусос       | М.П. Коннорс           |
| Гері Райнеке         | Боуерс                 |
| Майкл Дж. Рейнольдс  | секретар               |
| Джеррі Хімен         | командувач офіцер      |
| Джанін Манатіс       | репортер               |
| Джейсон Гедрік       | Дуг Мастерс            |